# Kampfgruppe

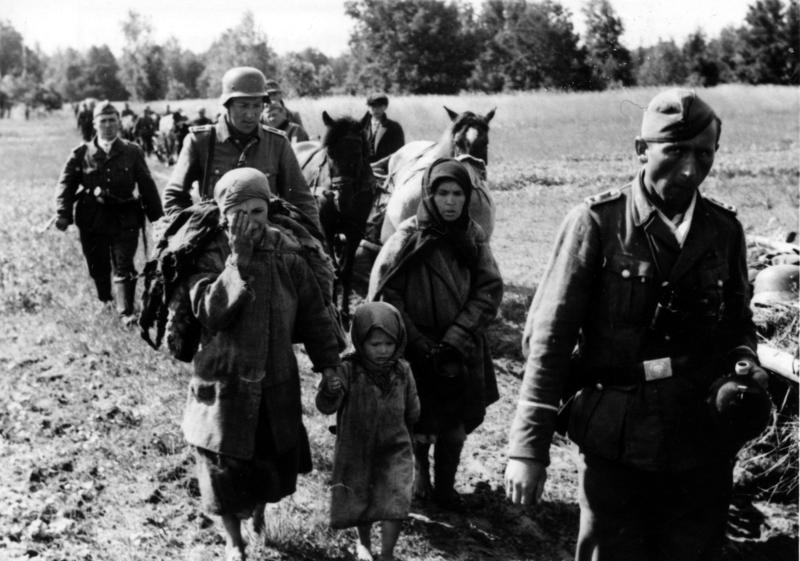
Kampfgruppe Schimana i Ryssland 1943: soldater, poliser och civilbefolkning på marsch.

Kampfgruppe (på svenska stridsgrupp, engelska battlegroup eller task-force), ofta förkortat KG, är en tysk militär term för en tillfälligt sammansatt militär enhet som satts samman för lösandet av en specifik uppgift. Detta innebär att man går ifrån fastställd organisation och istället sätter samman en enhet som är skräddarsydd efter en stridssituations särskilda behov.
Uttrycket användes ofta som benämning av tyska enheter under andra världskriget. En Kampfgruppe bestod oftast av ett regemente eller bataljon som "bas", vilken förstärktes med ett antal andra enheter med hänsyn till vad uppgiften krävde. En division kunde på så vis organisera tre-fyra Kampfgruppen med pansar- eller infanteriregementen (ibland spanings- och ingenjörbataljoner) som "bas".
Under andra världskriget var den tyska armén erkänt skicklig att skapa "Kampfgruppen" för att flexibelt möta en viss strids särskilda krav. Enheter från olika förband kunde snabbt sättas samman och bilda en Kampfgruppe. Detta gav dem ofta ett taktiskt överläge över den mer stelbenta Röda armén, men även mot de västallierade. 
En Kampfgruppe gavs ofta namn efter enhetens befälhavare. Den mest kända är troligen Kampfgruppe Peiper vars chef var SS-Standartenführer (överste) Joachim Peiper som var aktiv under den tyska Ardenneroffensiven i december 1944.
Konceptet har också använts av den israeliska armén samt finska armén. Amerikanska armén har använt ett likartat koncept (kallat task-force).